# Serra Alta (Falset)
La Serra Alta és una serra situada entre els municipis de Falset i de Porrera a la comarca del Priorat, amb una elevació màxima de 601 metres.